# Arrondissement de Thiès Nord
Das Arrondissement de Thiès Nord ist flächengleich mit dem Stadtbezirk Thiès Nord der Großstadt Ville de Thiès, der Präfektur des Départements Thiès in der Region Thiès in Senegal. Das Arrondissement wurde 2008 definiert als übergeordnete Verwaltungsebene für die commune d’arrondissement Thiès Nord, die zeitgleich im Stadtgebiet auf der Ebene der kommunalen Selbstverwaltung geschaffen wurde.

## Geografie
Das Arrondissement nimmt das Zentrum und den Norden der Stadt ein, hat eine Fläche von 19,10 km² und ist fast vollständig bebaut. Es ist zugleich nach dem Arrondissement de Thiès Sud das flächenmäßig zweitkleinste Arrondissement im Département Thiès. Es ist durch den hohen Grad der Urbanisierung an die Grenze des die ganze Stadt umgebenden Arrondissement de Keur Moussa baulich herangewachsen.

## Bevölkerung
Die letzte Volkszählung von 2023 ergab für das Arrondissement die Einwohnerzahl 136.138.